# Haliburton County
Haliburton County är ett county i Kanada.   Det ligger i provinsen Ontario, i den sydöstra delen av landet, 220 km väster om huvudstaden Ottawa.